# Megaselia quartolutea
Megaselia quartolutea är en tvåvingeart som beskrevs av Borgmeier 1963. Megaselia quartolutea ingår i släktet Megaselia och familjen puckelflugor. Inga underarter finns listade i Catalogue of Life.